# Frascati (plaats)
Frascati is een gemeente in de Italiaanse provincie Rome (regio Latium) en telt 20.149 inwoners (31-12-2004). De oppervlakte bedraagt 22,4 km², de bevolkingsdichtheid is 877 inwoners per km². Het is gebouwd op een van de Albaanse Heuvels.
ESA (European Space Agency) heeft er ook ESRIN (European Space Research Institute) gevestigd. ESRIN verzamelt, beheert en verspreidt de gegevens van ESA's satellieten aan ESA's partners en fungeert als informatietechnologiecentrum.

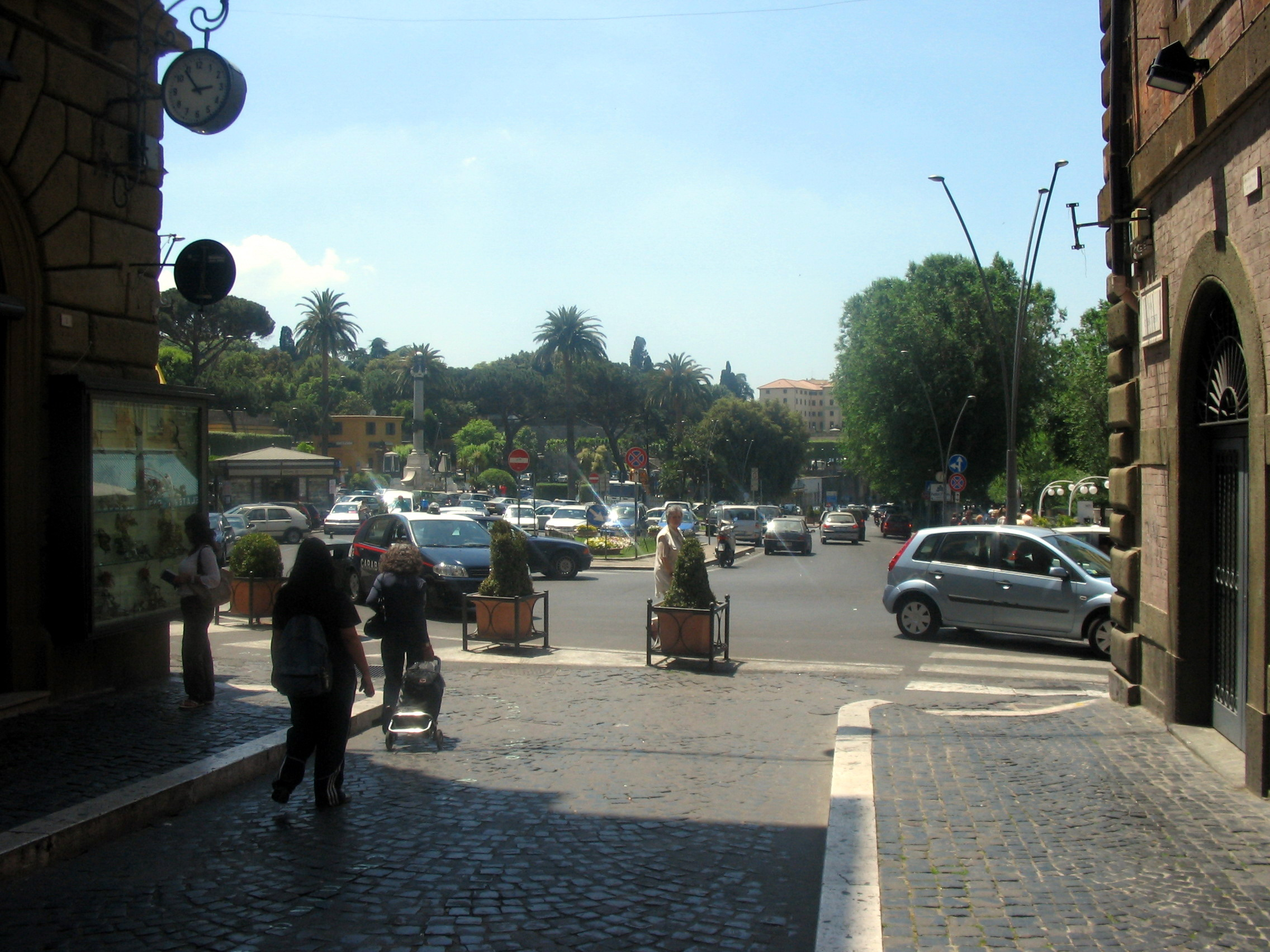
Plein

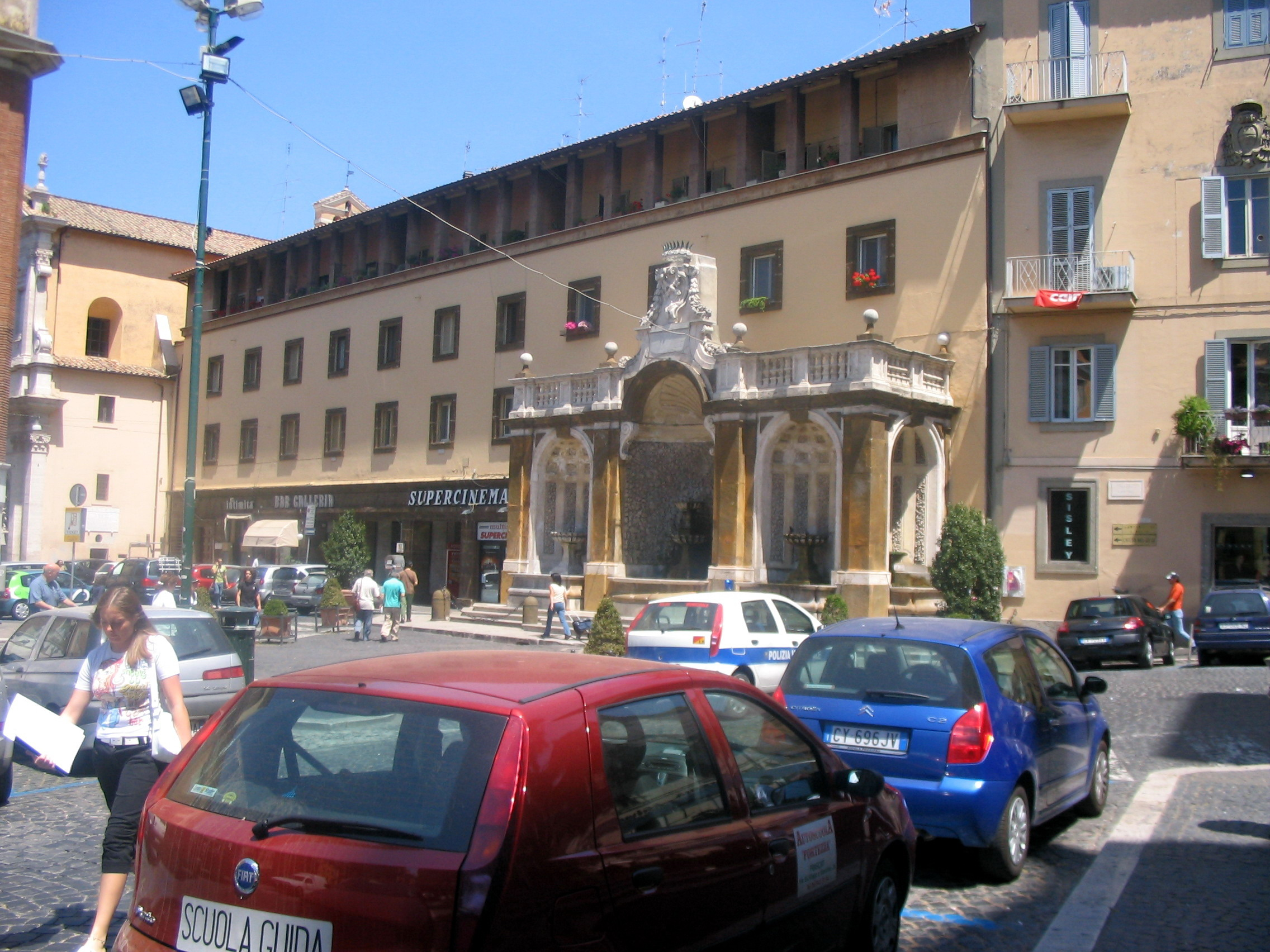
Piazza San Pietro

## Demografie
Frascati telt ongeveer 7472 huishoudens. Het aantal inwoners daalde in de periode 1991-2001 met 4,0% volgens cijfers uit de tienjaarlijkse volkstellingen van ISTAT.
| Jaar | Inwoneraantal |
| ---- | ------------- |
| 1991 | 20.123        |
| 2001 | 19.314        |

## Geografie
De gemeente ligt op ongeveer 320 m boven zeeniveau.
Frascati grenst aan de volgende gemeenten: Grottaferrata, Monte Porzio Catone, Rome.

## Sport
In 1955 werden in Frascati de Wereldkampioenschappen wielrennen georganiseerd. De Belg Stan Ockers won er de wegwedstrijd voor beroepsrenners.

## Oude beschrijvingen
Cornelis de Bruijn bezocht Frascati omstreeks 1676 en schreef er hetvolgende over:
"‘k Onthield my ook eenige dagen te Tivoli en Frascati, alwaar zich het oog kan verlustigen in zeer schoone gezigten, zo van landschappen als watervallen, gelyk ook veele deftige (indrukwekkende) fonteinen, inzonderheid te Frascati, daar boven dit alles noch de fraayste boerinnen van het gantsche pauselyk gebied zyn."

## Partnersteden
- Kortrijk,  België
- Saint-Cloud  Frankrijk
- Windsor and Maidenhead  Engeland
- Bad Godesberg  Duitsland

## Geboren in Frascati
- Antoine Bonaparte (1816-1877), neef van Napoleon
- Maffeo Pantaleoni (1857-1924), econoom en politicus
- Amedeo Amadei (1921), voetballer
- Daniela Ceccarelli (1975), alpineskiester
- Marco Amelia (1982), voetballer
- Adriano Angeloni (1983), wielrenner
- Francesca Lollobrigida (1991), langebaan- en marathonschaatsster